# Bandariba
Bandariba, Banda’riba – jeden z trzech dystryktów (district) kraju autonomicznego Curaçao, należącego do Holandii, w Ameryce Południowej. Leży w południowej części wyspy. 23 marca 2011 r. liczył 24 796 mieszkańców. 

## Podział administracyjny
W skład dystryktu wchodzi siedem miejscowości (plaats):
1. Koraal Partir
2. Montaña Abou
3. Montaña Rey
4. Oostpunt
5. Santa Rosa
6. Seru Grandi
7. Spaanse Water